# Diuris nigromontana
Diuris nigromontana är en orkidéart som beskrevs av David Lloyd Jones. Diuris nigromontana ingår i släktet Diuris och familjen orkidéer.
Artens utbredningsområde är New South Wales. Inga underarter finns listade i Catalogue of Life.

## Bildgalleri

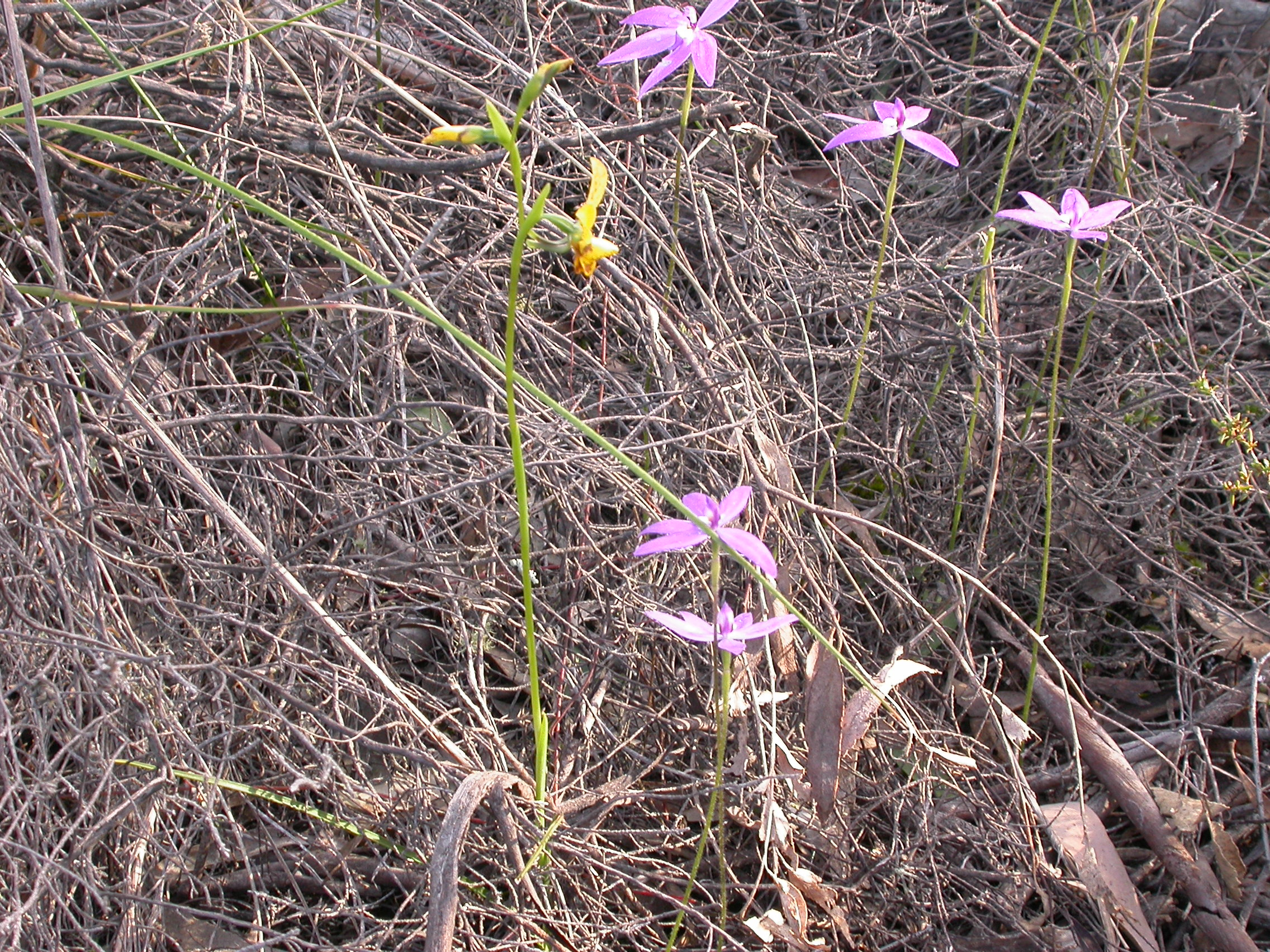
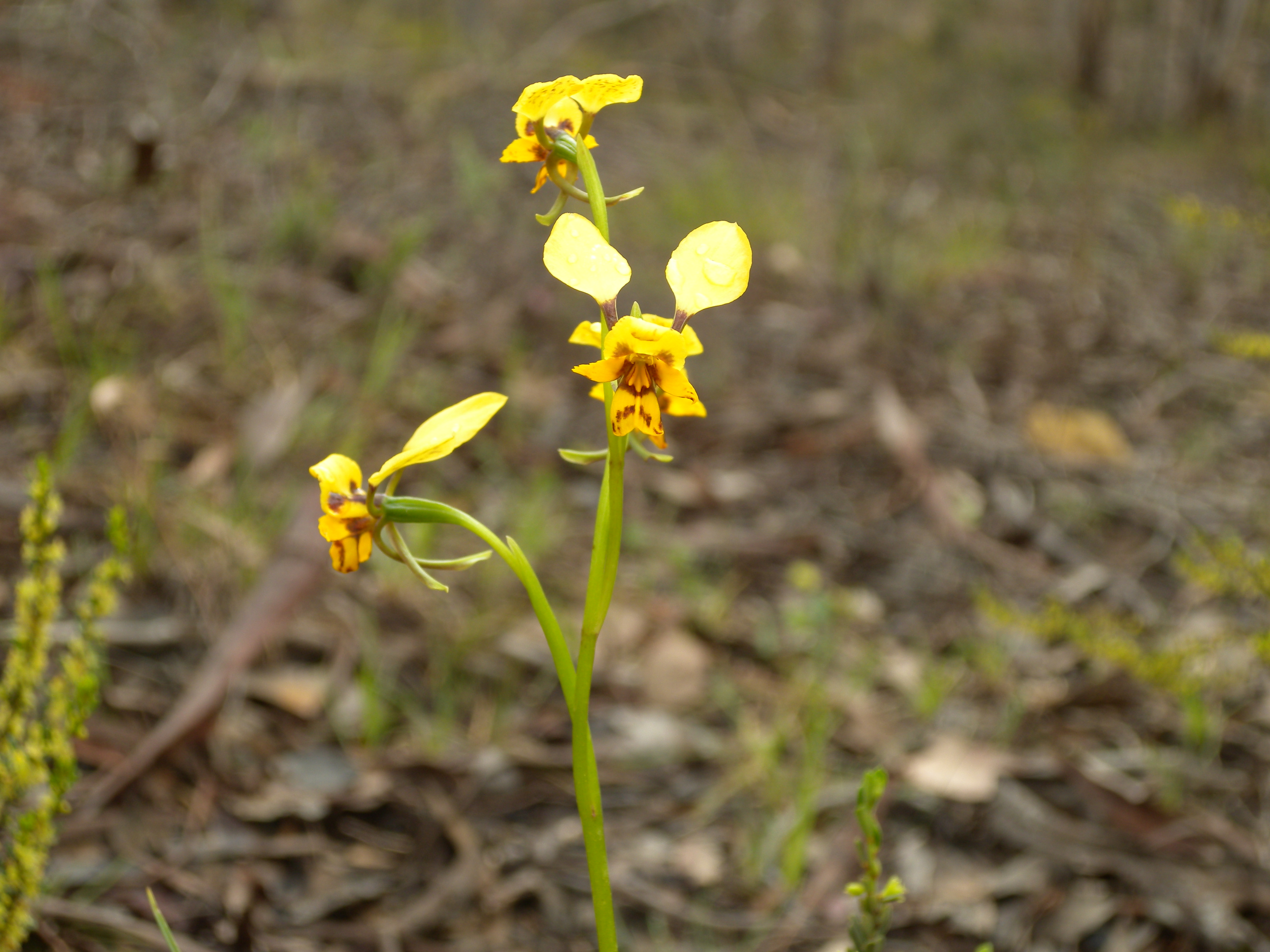
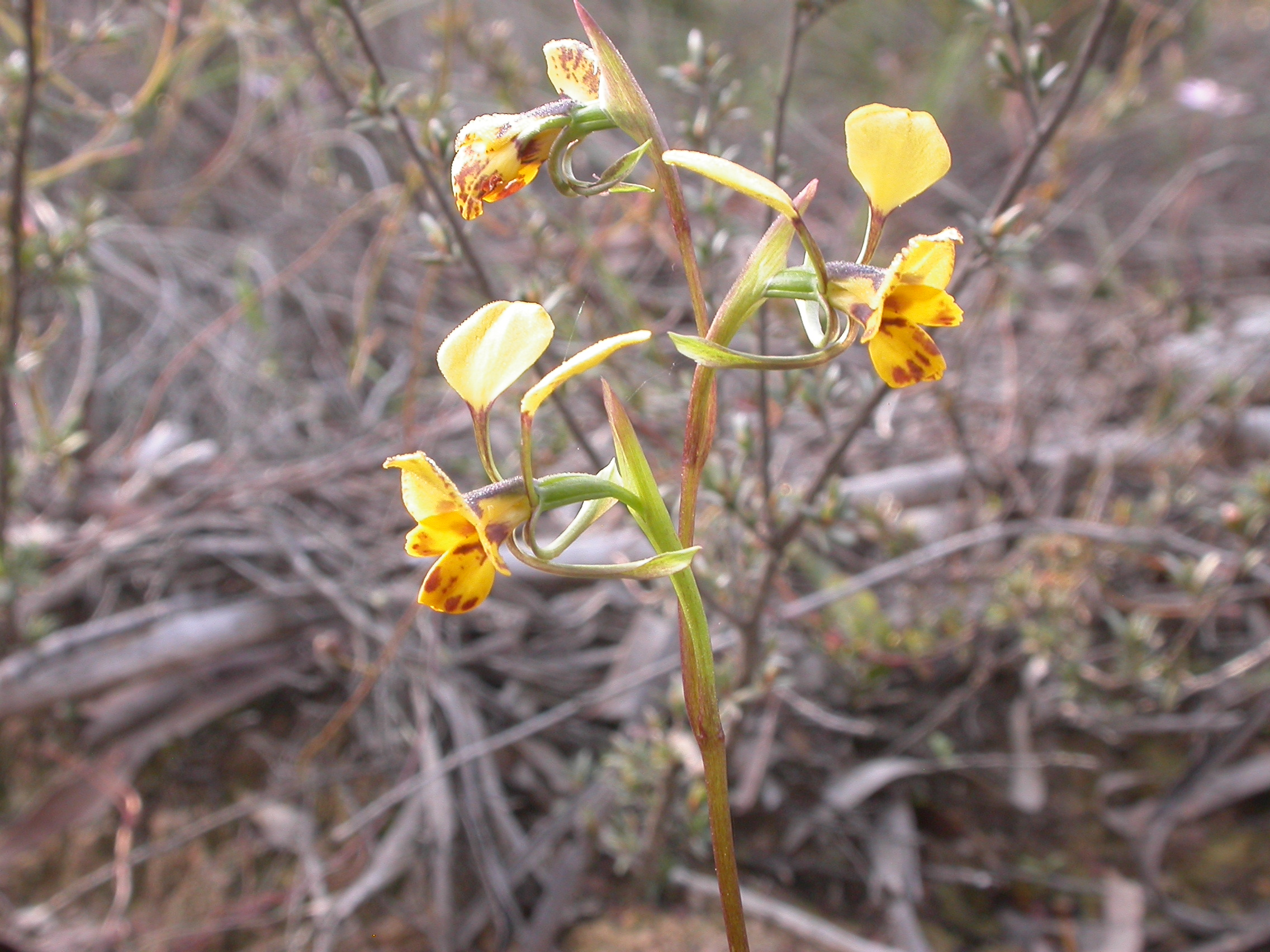
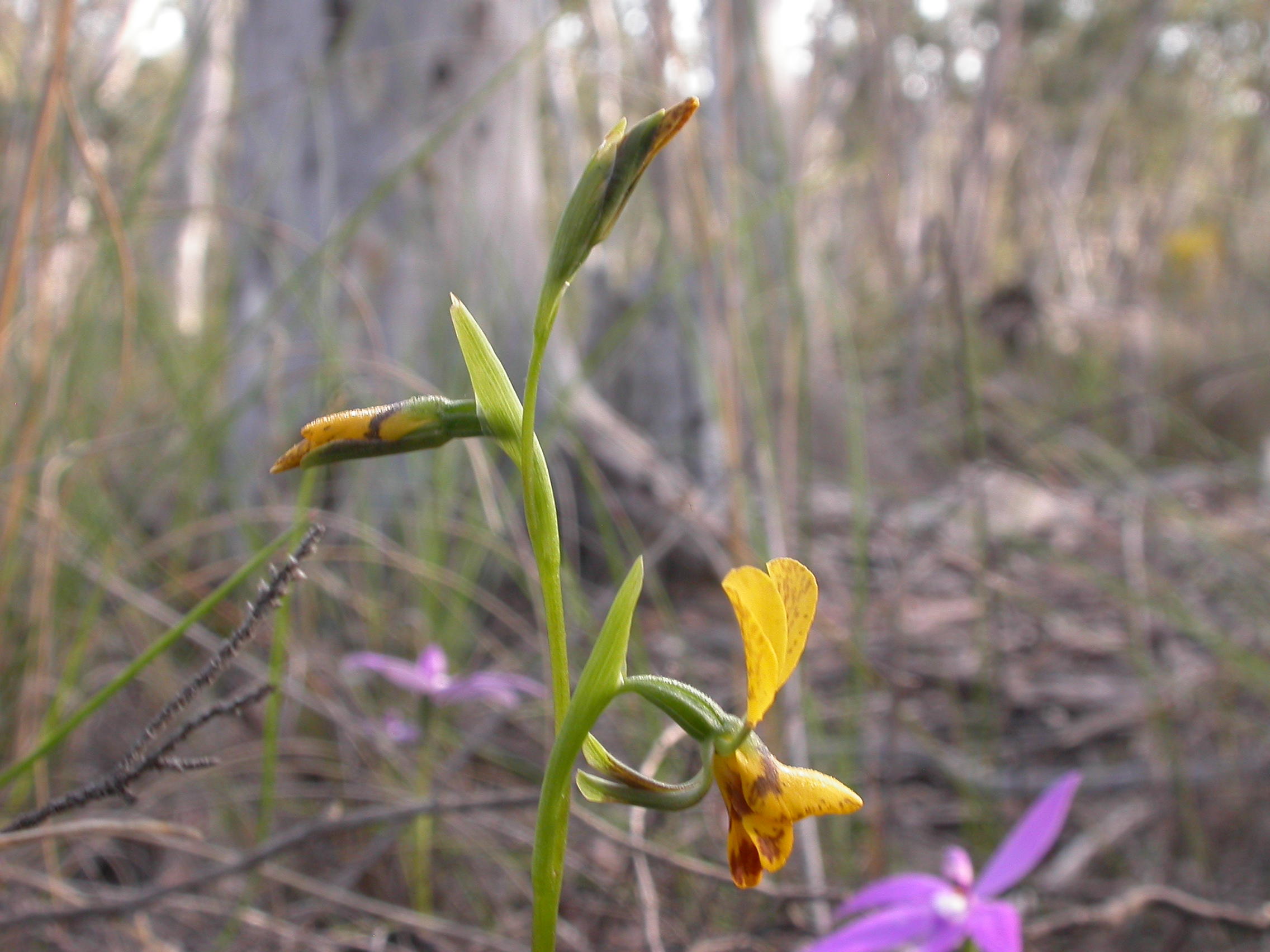